# 呉広 (秦末)
呉 広（ご こう、? - 紀元前208年）は、秦代末期の反乱指導者。字は叔。陳勝とともに、劉邦や項羽に先んじて秦に対する反乱を起こしたが、秦の討伐軍に攻められて部下に殺された。 

## 生涯
陽夏に住んでいた。閭門（里の門）の左側に住んでいた貧しく弱い立場の民の一人であった。もともとから人を愛する性格であった。
二世元年（紀元前209年）7月、秦は閭門の左側に住む貧民たちを徴発し、河北にある漁陽に行かせて守らせる命令を出し、呉広も順番にあたり、徴発に従って行くことになった。全員で900人おり、その中にいた陳勝とともに、屯の長となった。
大沢郷に宿営したところで、大雨が降り、道が通じないため、到着起源に間に合わないことが分かった。期限に間に合わなければ、秦の法により全員が処刑される。呉広は陳勝と相談して話し合った。「今、逃亡しても死に、大計（反乱）を起こしてもまた死ぬ。同じ死ぬのなら、国のために死んだ方がいい。陳勝は民衆から人気のある扶蘇・項燕であると詐称することを提案。呉広も同意する。
二人は易者のところに行き、占ってもらったところ、易者は二人の意中を知った上で、「あなた方の事業は全て成就して、成功するでしょう。しかし、あなた方の占いは鬼になる（死ぬ）ことになるでしょう」と答えた。陳勝と呉広は鬼神を騙れば良いのだと解釈して喜び、まずは群衆をおびやかすことを決意する。二人は、陳勝が王になるとお告げを魚の腹に入った布やキツネの鳴き声の真似によって兵士たちに伝えて、信じ込ませた。
呉広は人望があり、兵士たちは呉広のために役立とうと考えているものが多かった。そこで、屯の兵を率いる将尉（長尉）が酒に酔っているところに、呉広は『逃亡したい』とわざと何度も言って、将尉を怒らせて、呉広を辱めさせ、兵士たちに将尉に怒りをおぼえるようにさせる。果たして、将尉は呉広を鞭で打ったうえ、剣まで抜いた。呉広は立ち上がって、将尉の剣を奪い、将尉を殺した。陳勝も加勢して、さらに2人の将尉を殺した。
陳勝と呉広は民衆の期待に応え、扶蘇と項燕を詐称して、衣の右の片はだを脱ぎ、大楚と称し、壇をつくって誓い合い、将尉の首を供えて祭った。
将軍と称した陳勝に従い、呉広は都尉を称する。陳を制圧した陳勝は国号を張楚とし、王を名乗った（陳勝・呉広の乱）。
呉広は仮王となり、諸将を監督して、西に赴き、滎陽を討つことになった。
同年8月、呉広は滎陽まで進み、三川郡守である李由（秦の李斯の長男）が守る滎陽を囲んだが、落城させることができなかった。
この頃、別動軍を率いた陳勝の将軍である周文（周章）が滎陽の西にある函谷関まで至り、函谷関を突破した。
同年9月、周文の軍が戯において陣を布いた。秦では囚人や奴隷を狩りだして兵とし、章邯に率いさせて周文を討伐させる。周文の軍は敗走した。
二世二年（紀元前208年）11月、章邯に何度も敗北し、周文は自殺した。楚軍は大きな打撃を受けた。
（呉広の配下となっていた）将軍の田臧は、滎陽に兵を少し残して、迎撃を行うことを望み、「仮王（呉広）は驕慢であり、また、兵略や権謀術数を知らない。ともに計略を練ることはできない。殺さなければ、恐らくは事は失敗に終わるだろう」と同僚に語る。
呉広は、王（陳勝）の命令を偽った田臧によって殺され、その首は陳勝に献じられた。陳勝は田臧を令尹（楚の宰相）・上将に任じた。
田臧は滎陽城から離れ、秦軍を迎撃したが、敗北して戦死した。
同年12月、章邯に敗れ、敗走した陳勝も部下の荘賈に裏切られ殺された。

## 評価
佐竹靖彦は「（前略）民衆を巻きこんで最も過激な反秦体質を示したのは楚地の反乱である。（中略）陳渉（陳勝）・呉広集団の失敗は、端的にいえば、この楚地の徹底的な民衆的反秦体質を持続的に組織化できなかった点に求められるだろう」と評している。

## 史料
- 『史記』
- 佐竹靖彦、『劉邦』、中央公論新社、2005.2